# گمینا پنچنگو
گمینا پنچنگو (به لهستانی:  Gmina Pęczniew) یک گمینا در لهستان است که در شهرستان پودمبیتسه واقع شده‌است. گمینا پنچنگو ۱۲۸٫۳۸ کیلومتر مربع مساحت و ۳٬۶۷۲ نفر جمعیت دارد.